# Осиновка (река, впадает в Байкал у Кедровой)
Оси́новка — река в России, в Кабанском районе Бурятии. Впадает в озеро Байкал в 1,5 км к юго-западу от посёлка Кедровая. Длина — 20 км.

## Описание
Бо́льшая часть течения реки Осиновки приходится на территорию Байкальского биосферного заповедника, за исключением приустьевого участка.
Река берёт начало южнее горы Скальная (1691 м) в 10 км севернее центрального Хамар-Дабана, и в 18 км по прямой к юго-востоку от посёлка Кедровая.
По выходе на предбайкальскую низменность, в 4 км до устья, Осиновка покидает Байкальский заповедник. Здесь реку пересекают автомобильный мост федеральной трассы «Байкал» (в 600 м от устья) и два железнодорожных моста Транссибирской магистрали (560 м от устья). Ширина реки в устье — до 20 м. При впадение в Байкал образует два рукава. Впадает в озеро с юго-востока в 1,5 км юго-западнее станции Кедровая-Сибирская Восточно-Сибирской железной дороги.

## Данные водного реестра
По данным государственного водного реестра России относится к Ангаро-Байкальскому бассейновому округу. Водохозяйственный участок реки — бассейны рек южной части Байкала в междуречье рек Селенга и Ангара. Речной бассейн реки — бассейны малых и средних притоков южной части Байкала.
По данным геоинформационной системы водохозяйственного районирования территории РФ, подготовленной Федеральным агентством водных ресурсов:
- Код водного объекта в государственном водном реестре — 16020000112116300020521
- Код по гидрологической изученности (ГИ) — 116302052
- Код бассейна — 16.02.00.001
- Номер тома по ГИ — 16
- Выпуск по ГИ — 3